# Bayer Antal (fordító)
Bayer Antal (Budapest, 1955. július 16. –) fordító, szerkesztő, szakíró és nyelvtanár, a Magyar Képregénykiadók Szövetsége első elnöke.

## Életrajz
Szülei Bayer István és Gáthy Éva gyógyszerészek, nővére, Bayer Fluckiger Éva matematikus. Általános és középiskolai tanulmányait Budapesten és Genfben végezte, majd felvételt nyert az Eötvös Loránd Tudományegyetem Bölcsészettudományi Kar (ELTE BTK) angol-francia szakára. Egyetemi évei alatt egyik fő szervezője volt az Eötvös Klubban az angol tanszék diákklubjának (Angol Klub). 1980-ban diplomázott, szakdolgozatát a francia képregény jelrendszeréből írta.
Már első munkahelyén szerkesztőként és fordítóként dolgozott, mellette pedig angol és francia nyelvet is tanított, főként az Európai Nyelvek Stúdiójában. 1985 és 1988 között az MTI-nél volt francia fordító, ezt követően a francia piacra dolgozó Infomédia Kft. reklámstatisztikai vállalkozás alapításában vett részt, csoportvezetői, termelésvezetői, majd igazgatóhelyettesi rangban. 1991 őszétől egy éven át a Semic Interprint képregénykiadó szerkesztője, ahol elsősorban a serdülő fiúknak szóló kiadványokkal foglalkozott (Csodálatos Pókember, Batman, Fantom, Superman, Transformers, Robotzsaru), és útjára indította az X-Men és Marvel Extra című lapokat.
1992 és 2001 között a Graphisoft R&D szoftverfejlesztő vállalatnál hozta létre illetve vezette a kiadói részleget, írta, szerkesztette és fordította a cég programdokumentációit és marketing-anyagait. 2001-ben megalapította saját cégét, a Duplaklikket, regényeket, novellákat, valamint szoftvereket, segédanyagokat és szakkönyveket fordított. 2004-ben öt másik fordítóval megalapította a Míves Céh kiadót.
2005-ben indította útjára a Fekete-Fehér Képregényantológiát, amely a képregénykiadók összefogásával megszervezett 1. Magyar Képregényfesztiválon debütált. 2006-ban kezdődött kapcsolata a Képes Kiadóval, amelynek számos képregényét szerkesztette és fordította. Szerkesztője volt az Eduárd Fapados Képregényújságnak és a Fekete-Fehér örökébe lépő Papírmozi antológiának. 2007-ben Korcsmáros Péter kiadatlan regénye alapján megírta a Gemini-jelentés című képregény forgatókönyvét, amelyet Fazekas Attila rajzolt meg.
2007 nyarán hivatalosan is megalakult a 2005 eleje óta informálisan működő Magyar Képregénykiadók Szövetsége, amely első elnökének Bayer Antalt választotta meg. A posztot 2009 nyaráig töltötte be, 2010 szeptemberéig elnökségi tag maradt. 2010 nyara óta szintén tagja a Magyar Képregény Akadémia alkotócsoportnak. 2005 óta számos hazai és külföldi rendezvényen tartott előadást a képregényről, több tematikus kiállítást nyitott meg, és részt vett képregényes pályázatok zsűrizésében. Képregényekről szóló cikkei megjelentek a Filmvilágban, a Magyar Narancsban és a Panel fanzinban.
2007 óta szerkesztője és kiadója az elsősorban fiatal magyar alkotók munkáit közlő Nero Blanco Comix képregénymagazinnak. Ugyancsak 2007-ben indította útjára a Buborékhámozó képregényes szaklapot.
Számos amerikai (Batman, Pókember, Igazság Ligája kalandjai, X-Men, Robotzsaru, Frank Miller: 300, Garfield, Lagúna, Snoopy, Mad) és európai (Asterix, Sörmesterek, Largo Winch, Billy és Bill, Porcogó, Derűs Hörcsög, Milo Manara-sorozat, Blueberry, Dilinoszaurusz, Andy Capp, Alack Sinner) képregény magyar fordítója.

## Művei

### Képregényes szakkönyvek
- Az adaptáció kísértése. Irodalom és képregény; Nero Blanco Comix, Budapest, 2013
- A Vaillant képregényei, 1945-1969; Nero Blanco Comix, Budapest, 2016
- A Journal de Tintin képregényei; Nero Blanco Comix, Budapest, 2019
- A Pif-Gadget képregényei; Nero Blanco Comix, Budapest, 2019
- A Pilote képregényei; Nero Blanco Comix, Budapest, 2020
- Magyar Strip; Nero Blanco Comix, Budapest, 2021
- A Journal de Spirou klasszikus képregényei; Nero Blanco Comix, Budapest, 2022
- Műsorváltozás a papírmoziban; Nero Blanco Comix, Budapest, 2023
- A Reménység úttörői. Az első európai tudományos-fantasztikus képregény; Nero Blanco Comix, Budapest, 2023
- A Semic képregényei; Nero Blanco Comix, Budapest, 2024

### Képregényrovat
- Papírmozi (Filmvilág 2010-2017, havonta)
- Papírmozi (Könyves Extra 2006-2007, havonta)

### Képregény-forgatókönyvek
- Nero Blanco: Érkezés 2 (rajzolta Jécsai Zoltán, Fekete-Fehér Képregényantológia 3, 2005)
- Nero Blanco: Budapest by Night (rajzolta Vass Róbert, Eduárd Fapados Képregényújság 2, 2006)
- Nero Blanco: A tanácsadó (rajzolta Lanczinger Mátyás, Eduárd Fapados Képregényújság 5, 2006)
- A Gemini-jelentés 1: Ikervadászat (Korcsmáros Péter regénye alapján, rajzolta Fazekas Attila, Képes Kiadó 2007)
- Hősmagyar: Hős születik (rajzolta Pásztor Tamás és Horváth Henrik, Nero Blanco Comix 2, 2008)
- Flóra jelenti (rajzolta Kuczora Zsolt, Nero Blanco Comix 2, 2008)
- A teljes Gemini-jelentés (rajzolta Fazekas Attila, Képes Kiadó 2008)
- 48-asok: Zenebarátok (rajzolta Jámbor Lajos, Nero Blanco Comix 8, 2010)
- Pepita Ofélia: Preacher, man! (rajzolta Koska Zoltán, Papírmozi 5, 2011)
- 48-asok: A földgömb (rajzolta Jámbor Lajos, Papírmozi 5, 2011)
- Nero Blanco tévét néz (strip, rajzolta Fritz Zoltán, Papírmozi 5, 2011)
- 48-asok: Kártyaparti a Károlyi-palotában (rajzolta Varga Zsolt, Papírmozi 6, 2012)
- Honvédek és huszárok lengyel földön (Molnár Ferenc és Szádeczky-Kardoss Lajos haditudosításai nyomán, rajzolta Ábrai Barnabás, Barta Szabolcs, Csordás Dániel, Felvidéki Miklós, Fritz Zoltán, Lakatos István, MacGill Karina, Matheika Gábor, Németh Gyula, Pintér Márk és Sváb József, Nero Blanco Comix 2014)
- Nero Blanco: Szeged független városállam (rajzolta Brazil, Nero Blanco Comix 9, 2014)
- 48-asok: Szeged (rajzolta Németh Gyula, Nero Blanco Comix 9, 2014)
- Színház (Molnár Ferenc nyomán, rajzolta Brazil, Papírmozi 8, 2015)
- 48-asok: A színésznőkkel mindig baj van (rajzolta Szigetvári Csaba, Nero Blanco Comix 10, 2015, utánközlés: Hahota 54, 2018)
- Nero Blanco & Pepita Ofélia: Egyszer élünk (rajzolta Brazil, Pápai Gábor, Zorro de Bianco, Budai Dénes, Garisa H. Zsolt és Oravecz Gergely, Nero Blanco Comix 10, 2015)
- Hősmagyar: Nekünk Mohácsi kell! (rajzolta Téjlor, Nero Blanco Comix 10, 2015)
- Nero Blanco és Pepita Ofélia válogatott kalandjai (rajzolták többen, Nero Blanco Comix, 2022)